# Samsonów-Piechotne
Samsonów-Piechotne – wieś w Polsce położona w województwie świętokrzyskim, w powiecie kieleckim, w gminie Zagnańsk.
W latach 1975–1998 miejscowość administracyjnie należała do województwa kieleckiego.
Nazwa miejscowości wywodzi się od mieszkańców, którzy stawiali do pańszczyzny piechotą. Na północ od miejscowości Samsonów-Piechotne w lesie ma źródła rzeka Cyranka, która przepływa przez tę miejscowość i w wąwozie Lipiec wpada do Bobrzy. 
Na terenie miejscowości znajduje się również kościół parafialny pod wezwaniem Wniebowzięcia N.M.P.